# Bondöknasjön
Bondöknasjön är en sjö i Eskilstuna kommun i Södermanland och ingår i Norrströms huvudavrinningsområde. Sjön har en area på 0,174 kvadratkilometer och ligger 24 meter över havet. Sjön avvattnas av vattendraget Eksågsån.

## Delavrinningsområde
Bondöknasjön ingår i det delavrinningsområde (657833-155898) som SMHI kallar för Utloppet av Öknasjön. Medelhöjden är 38 meter över havet och ytan är 76,05 kvadratkilometer. Det finns inga avrinningsområden uppströms utan avrinningsområdet är högsta punkten. Eksågsån som avvattnar avrinningsområdet har biflödesordning 2, vilket innebär att vattnet flödar genom totalt 2 vattendrag innan det når havet efter 122 kilometer. Avrinningsområdet består mestadels av skog (54 procent), öppen mark (14 procent) och jordbruk (26 procent). Avrinningsområdet har 1,08 kvadratkilometer vattenytor vilket ger det en sjöprocent på 1,4 procent.